# 儀典長
儀典長（ぎてんちょう、英語: Chief of protocol）とは、一国の政府、地方公共団体等の公的団体において、要人の往来に際し公式行事の準備を所管する部局の長（又は専門官）であり、また場合によっては自ら要人を接伴する役職。
宮内庁にも儀礼担当の役職があるが、宮内庁では儀典長ではなく式部官長と呼ぶ。また、かつては東京都にも儀典長が置かれていたが、2014年7月16日付で廃止され、代わりに外務長が設置された。

## 概要
儀典を所管する部局は、通常、一国の外交担当官庁（外務省）に設置され、その長（又は専門官）たる儀典長は局長級以上の幹部職員が務める（大使等の称号を持つ場合もある）。
この他、儀典を所管する部局は、自国が接受する外交使節団に属する外交官のリスト（外交団リスト）を作成したり、自国が接受する外交官に交付する身分証明書の発行業務を担当する場合が多い。

## 日本国外務省の儀典長
日本の外務省の役職の一つとして大臣官房に置かれる。命を受けて、儀典その他の外交上の儀礼に関する事務を総括整理する局長級の総括整理職である。同時に大使の名称を付与される（ただし、これは正式の特命全権大使ではなくいわゆる名称大使である）。
儀典長を補佐する組織として大臣官房儀典官室があり、儀典総括官（室長相当）、儀典調整官、儀典官（企画官相当）、首席事務官以下、スタッフが配属されている。
- 1957年（昭和32年）8月1日にそれまでの外務大臣官房儀典課を廃して外務大臣官房儀典長として新設。
- 1965年（昭和40年）5月4日に外務大臣官房儀典官（定数3人でうち1人を儀典長とする。辞令上の表記は「外務大臣官房儀典官儀典長」）へ改組。
- 1969年（昭和44年）4月1日に（省名を冠さない）「儀典長」（法律職、次官級）へ格上げされてからは中央省庁再編をも乗り越え長く存続。
- 2004年（平成16年）8月1日に約35年ぶりに大臣官房に属する現在のポスト（局長級）へと改組（政令職へ格下げ）され「外務省大臣官房儀典長」となった。これは領事局を新設するため、組織の新設にはそれに見合う組織の廃止縮小が求められる、いわゆるスクラップ・アンド・ビルドの原則に制約されたためである。政令職への格下げは行われたが、外交儀礼上、儀典長の職を軽視していないことを示すため、引き続き大使の称号が付与されている（名称大使）。

## 東京都の儀典長
都市外交に関する事務につき知事を補佐するため、東京都に置かれていた職。石原慎太郎都知事が2003年（平成15年）8月1日付けで、従前の外務長を儀典長に改めて設置した。
東京都の組織構成においては知事本局に置かれた局長級ポストで、歴代、外務省からの出向者が充てられていた。儀典長を補佐するため、知事本局秘書部に外務課が置かれていた。
外務長は以前は東京都生活文化局に置かれていたが、2001年（平成13年）4月1日の組織改正で政策報道室を改組して知事本部を設置した際に生活文化局から移管、その後知事本部は2004年4月1日に知事本局へと改組された。
舛添要一都知事は2014年（平成26年）7月16日付けで、知事本局及び儀典長を廃止し、新設した東京都政策企画局に外務長を設置した。